# Elizabeth Bowes-Lyon
Elisabeth Bowes-Lyon (nume la naștere Elizabeth Angela Marguerite Bowes-Lyon; n. 4 august 1900, Hitchin, Anglia, Regatul Unit al Marii Britanii și Irlandei – d. 30 martie 2002, Royal Lodge⁠(d), Anglia, Regatul Unit) a fost soția regelui George al VI-lea al Regatului Unit. După decesul soțului său, i s-a spus Regina Mamă Elisabeta pentru a evita confuzia cu fiica ei, Elisabeta a II-a. Înainte ca soțul ei să devină rege, din 1923 până în 1936, a purtat titlul de Ducesă de York.
Născută într-o familie de nobili scoțieni, ea a devenit cunoscută în 1923, când s-a căsătorit cu Albert, duce de York, cel de al doilea fiu al Regelui George al V-lea și al Reginei Mary. În postura de ducesă de York, împreună cu soțul ei și cu cele două fiice ale lor, Elisabeta și Margaret, Elisabeta a întruchipat ideile tradiționale despre familie. Și-a asumat diverse îndatoriri publice și a fost supranumită „Ducesa Zâmbitoare”, datorită zâmbetului pe care îl afișa mereu în public.
În 1936, soțul Elisabetei a devenit pe neașteptate rege după ce cumnatul ei, Edward al VIII-lea, a abdicat pentru a se căsători cu americanca divorțată Wallis Simpson. Elisabeta, în calitate de regină, l-a însoțit pe soțul său în călătorii diplomatice în Franța și în Statele Unite ale Americii, în perioada premergătoare celui de-al Doilea Război Mondial. În timpul războiului, a oferit sprijin moral publicului britanic. Recunoscând rolul ei ca instrument de propagandă, Adolf Hitler a descris-o pe Elisabeta ca fiind „cea mai periculoasă femeie din Europa”. În urma războiului, sănătatea soțului ei s-a deteriorat, Elisabeta rămânând văduvă la vârsta de 51 de ani.
La moartea soacrei ei, Regina Mary, în 1953, fiica ei cea mare, Regina Elisabeta a II-a, avea doar 25 de ani, astfel că Regina Mamă Elisabeta a devenit practic capul familiei. De-a lungul anilor, și-a păstrat popularitatea, chiar și atunci când alți membri ai familiei regale au fost implicați în scandaluri. A fost foarte activă până la doar câteva luni înainte de moartea sa, la vârsta de 101 de ani, la șapte săptămâni după moartea celei mai tinere dintre cele două fiice ale sale, Prințesa Margaret.

## Primii ani

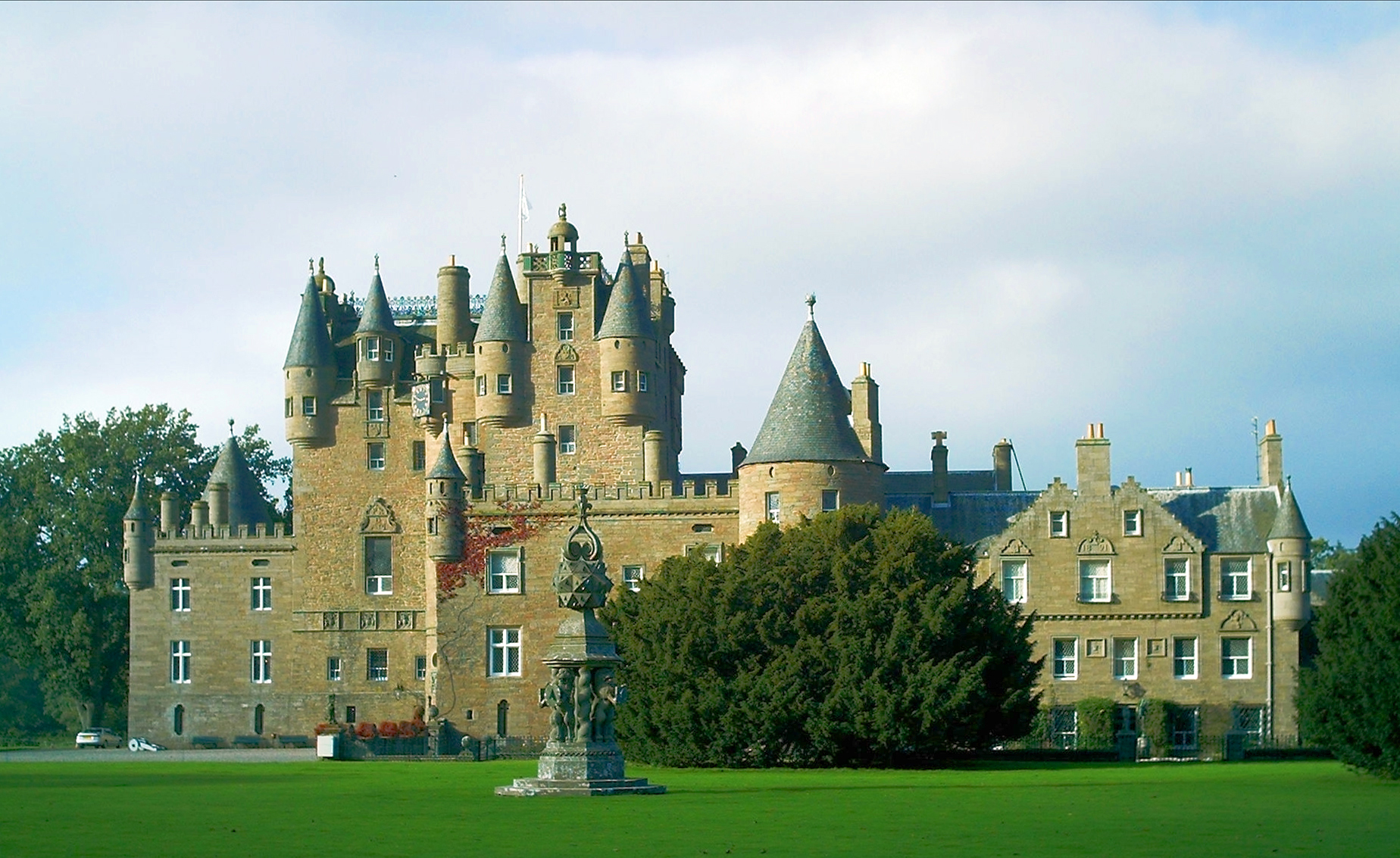
Castelul Glamis, reședința familiei

Elisabeta Bowes-Lyon a fost a noua din cei zece copii ai celui de-al 14-lea Conte de Strathmore și Kinghorne, Claude George Bowes-Lyon și ai soției lui, Cecilia Bowes-Lyon. Printre strămoșii ei se numără primul ministru William Cavendish-Bentinck, al 3-lea Duce de Portland, și Richard Wellesley, Primul Marchiz Wellesley (guvernator al Indiei) și fratele mai mare al altui prim-ministru, Arthur Wellesley, Primul Duce de Wellington.
Locul nașterii sale rămâne incert, însă cel mai probabil s-a născut în casa părinților ei din Londra sau într-o ambulanță trasă de cai, în drum spre spital. Nașterea ei a fost înregistrată la Hitchin, Hertfordshire.
Și-a petrecut copilăria în Hertfordshire și la reședința familiei, castelul Glamis din Scoția.
Atunci când a împlinit 14 ani, Marea Britanie a declarat război Germaniei în timpul Primului Război Mondial. Fratele ei mai mare, Fergus Bowes-Lyon, care era ofițer, a fost ucis în misiune în Franța în bătălia de la Loos în 1915. Alt frate, Michael, a fost dat dispărut în misiune în mai 1917. Fusese capturat și a fost ținut prizonier până la terminarea războiului. Glamis a devenit casă de convalescență pentru soldații răniți, Elisabeta jucând un rol important în administrarea castelului.

## Căsătoria cu Prințul Albert
Prințul Albert – în familie „Bertie” – a fost al doilea fiu al regelui George al V-lea. Inițial el a cerut-o în căsătorie pe Elisabeta în 1921 însă ea a refuzat, fiindu-i teamă că nu va mai avea niciodată „libertatea de a gândi, de a vorbi și de a mă purta așa cum simt cu adevărat”. Când Albert a declarat că nu se va căsători cu altcineva, mama lui, regina Mary, a venit la Glamis pentru a o cunoaște pe fata care îi furase inima fiului ei. S-a convins că Elisabeta era „singura care îl poate face fericit pe Bertie”, însă nu a vrut să se implice în relația lor. Între timp, Elisabeta a fost curtată și de James Stuart, aghiotantul lui Albert, până când acesta a părăsit serviciul prințului pentru un loc de muncă mai bine plătit în industria petrolieră americană.
În februarie 1922, Elisabeta a fost domnișoară de onoare la nunta surorii lui Albert, Prințesa Mary, cu vicontele Lascelles. O lună mai târziu, Albert a cerut-o din nou în căsătorie, dar ea l-a refuzat iarăși.
În cele din urmă Elisabeta a acceptat să se căsătorească cu Albert, în ciuda temerilor ei legate de viața în familia regală. Logodna a fost anunțată în ianuarie 1923, iar nunta a avut loc la 26 aprilie 1923 la Westminster Abbey. Elisabeta a devenit Alteța Sa Regală Ducesa de York.
Căsătoria Prințului Albert cu Elisabeta, care provenea dintr-o familie nobilă, dar nu regală, a fost un semn de modernizare a monarhiei britanice: până atunci prinții nu aveau dreptul să se însoare decât cu prințese din alte familii regale.

## Ducesă de York

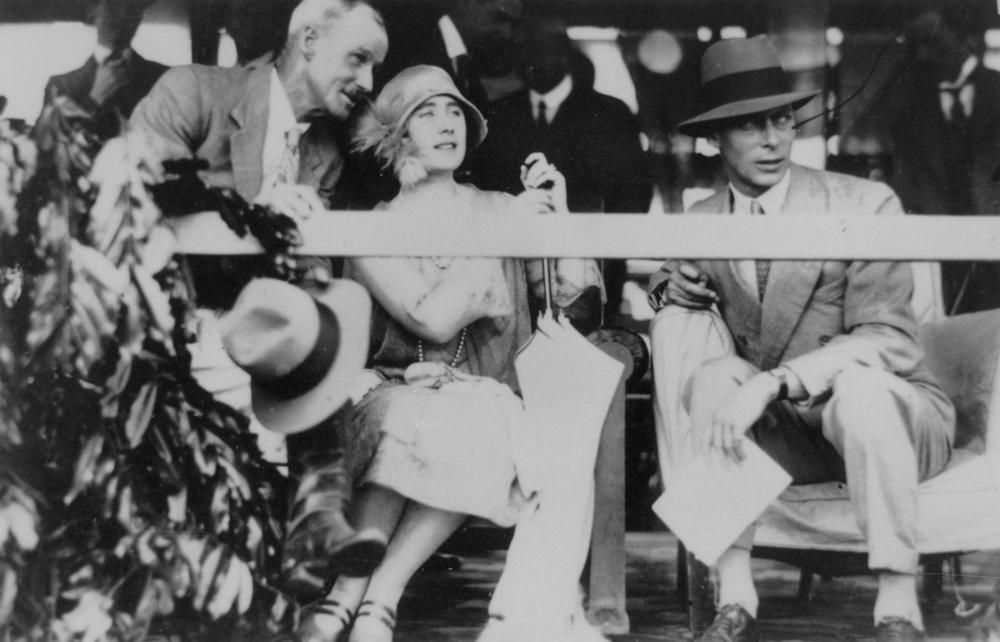
Ducele (dreapta) și Ducesa de York în Queensland, 1927

În cadrul îndatoririlor lor regale, Ducele și Ducesa de York au făcut numeroase călătorii: în Irlanda de Nord în iulie 1924, în Africa de Est (Aden, Kenya, Uganda și Sudan) din decembrie 1924 până în aprilie 1925 și în Australia în 1927, la deschiderea Palatului Parlamentului din Canberra. În drum spre Australia au trecut prin Jamaica, prin Canalul Panama, prin Pacific și prin Noua Zeelandă. La întoarcere, au trecut prin Mauritius, Canalul Suez, Malta și Gibraltar.
Albert era bâlbâit, ceea ce îi îngreuna capacitatea de a ține discursuri. Începând din octombrie 1925, Elisabeta l-a ajutat de-a lungul terapiei ținute de Lionel Logue, episod ecranizat în anul 2010 în filmul  „Discursul Regelui”.
În anul 1926, s-a născut primul lor copil, Prințesa Elisabeta – în familie „Lilibet” – care mai târziu a devenit Regina Elisabeta a II-a. Margaret Rose, a doua lor fiică, s-a născut patru ani mai târziu.

## Urcarea pe tron și abdicarea lui Eduard al VIII-lea
În 20 ianuarie 1936, a murit regele George al V-lea, iar la tron a urmat fratele mai mare al lui Albert, Prințul Eduard, Prinț de Wales, care a devenit Regele Eduard al VIII-lea. Regele George avea rezerve cu privire la urmașul său: „Mă rog la Dumnezeu ca fiul meu cel mare să nu se însoare niciodată și să-i urmeze la tron Bertie și Lilibet”. Parcă pentru a îndeplini dorința tatălui său, Eduard a provocat o criză constituțională, insistând să se însoare cu Wallis Simpson, o americancă divorțată. Deși legea i-ar fi permis lui Eduard să se căsătorească cu Simpson, fiind rege el era de asemenea conducătorul Bisericii Anglicane, care la vremea respectivă nu permitea recăsătorirea persoanelor divorțate. Miniștrii erau de părere că poporul nu o va accepta niciodată pe Wallis Simpson ca regină și l-au sfătuit pe Eduard să renunțe la această căsătorie. În calitate de monarh constituțional, Eduard era obligat să urmeze sfatul miniștrilor. În loc să renunțe la căsătoria cu Wallis Simpson, Eduard a preferat să abdice în favoarea lui Albert,  care astfel, fără să vrea, a devenit rege la 11 decembrie 1936 sub numele de George al VI-lea. El și Elisabeta au fost încoronați rege și regină ai Marii Britanii, Irlandei și Domeniilor Britanice, și Împărat și Împărăteasă ai Indiei la data de 12 mai 1937, dată care fusese deja aleasă pentru încoronarea lui Eduard al VIII-lea. Coroana reginei Elisabeta era făcută din platină și încrustată cu diamantul Koh-i-Noor.

## Regină a Marii Britanii (1936–1952)

### Vizite de stat și turnee regale

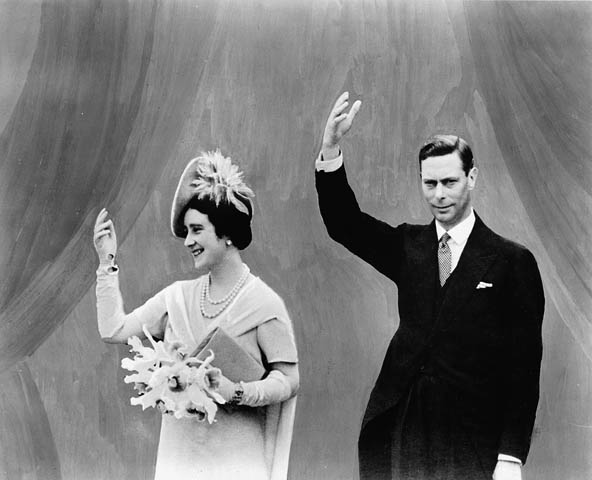
Regele George VI si Regina Elisabeta vizitează Pavilionul Canadian din cadrul Târgului Mondial din New York 1939

Regele George al VI-lea și Regina Elisabeta au vizitat Pavilionul Canadian în 1939 în New York.
În vara anului 1938, o vizită de stat a Regelui și a Reginei în Franța a fost amânată pentru trei săptămâni din cauza decesului mamei Reginei, Lady Strathmore. În următoarele două săptămâni, Norman Hartnell a creat un trusou complet alb pentru Regină, care nu putea purta haine colorate deoarece era încă în doliu.
Scopul vizitei era să asigure suport solidarității anglo-franceze în fața agresiunii Germaniei Naziste. Presa franceză aducea elogii șarmului cuplului regal în timpul vizitei întârziate dar încununate de succes, elogii amplificate de garderoba lui Hartnell.
Cu toate acestea, agresiunea nazistă a continuat și guvernul s-a pregătit de război. După ce se părea că Convenția de la Munchen din 1938 va preveni instalarea unui conflict armat, Neville Chamberlain, Primul Ministru britanic, a fost invitat la balconul Palatului Buckingham, împreună cu Regele și Regina să primească aclamațiile din partea unei mulțimi de binevoitori. 
În timp ce era foarte populară în rândul publicului  general, politica lui Chamberlain împotriva lui Hitler era subiectul unei opoziții în Camera Comunelor, ceea ce l-a condus pe istoricul John Grigg să descrie comportamentul Regelui prin asocierea lui cu un politician ca „cel mai anticonstituțional act al suveranității britanice în secolul actual”. În orice caz, istoricii au argumentat prin faptul că Regele doar a urmat sfatul ministerial și a acționat după cum a fost constituțional constrâns să o facă.
În luna iunie 1939, Elisabeth și soțul ei au făcut un turneu în America de Nord. Turneul trebuia să asigure suport transatlantic în caz de război, și să afirme poziția Canadei ca regat suveran care are aceeași persoană ca Britania în poziția de monarh. Turneul lor a constat în traversarea Canadei de la coastă la coastă și înapoi, și traversarea SUA, unde au vizitat familia Roosevelt la Casa Albă și la reședința lor din Hudson Valley.
După cum se spune în legende, în timpul uneia dintre primele întâlniri ale cuplului regal cu mulțimile, un veteran din Al Doilea Război al Burilor a întrebat-o pe Elisabeth: „Sunteți scoțiană sau englezoaică?”. Ea a replicat: „Sunt canadiană!”. Primirea lor de către publicul din Canada și SUA a fost extrem de entuziastă și a condus la disiparea pe scară largă a oricărui sentiment rezidual că George și Elisabeth ar fi un substituent neconform pentru Eduard. Mai critică, Prima Doamnă a Statelor Unite ale Americii, Eleanor Roosevelt, a spus că Elisabeth este „perfectă ca Regină, grațioasă, informată, spune lucrurile care trebuie, și că e bună dar puțin conștientă de statutul ei regal”.  Elisabeth i-a spus Doamnei Prim Ministru Mackenzie King că „turneul ne-a format” și s-a întors în Canada frecvent, atât în turnee oficiale cât și private.

### Al Doilea Război Mondial

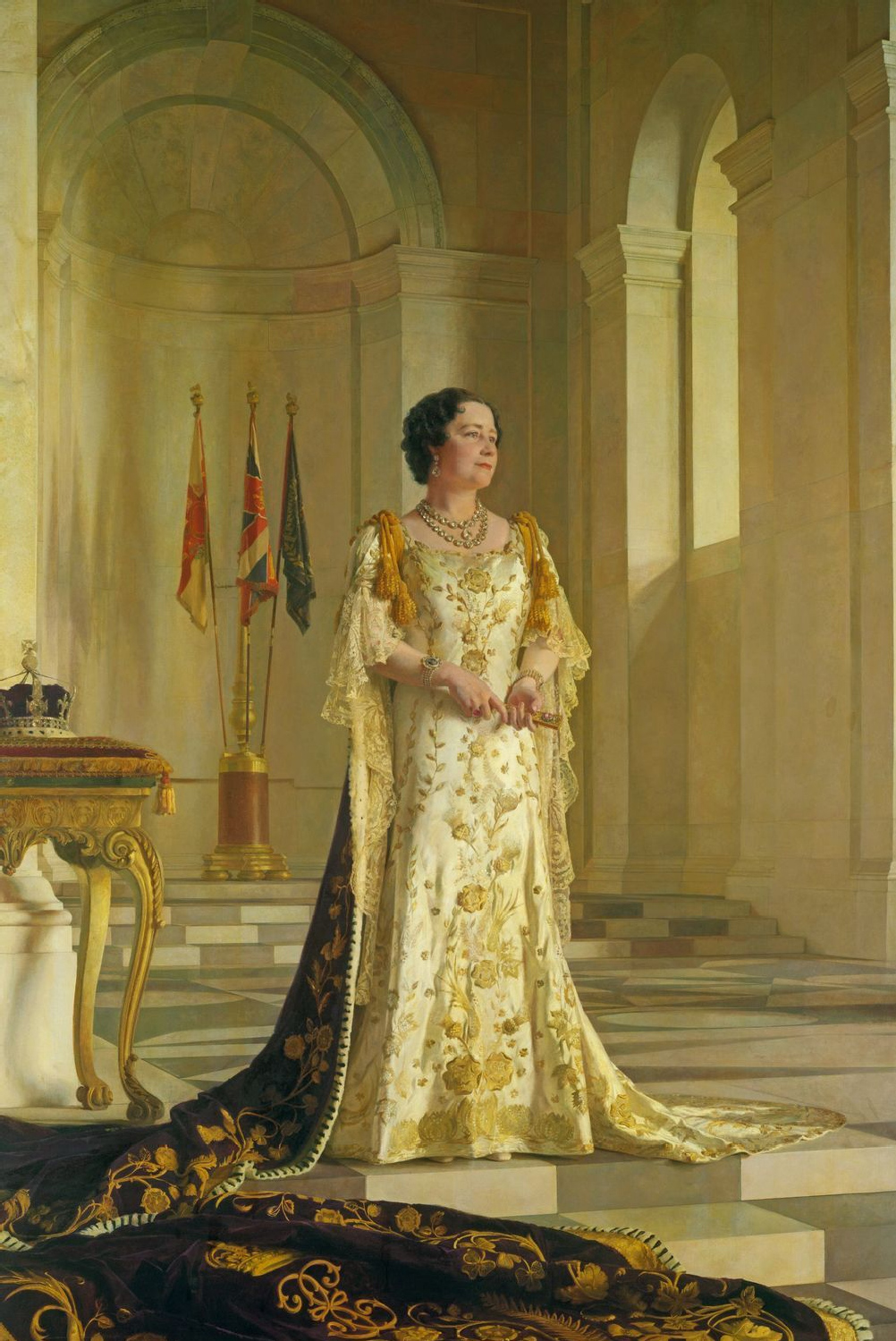
Portret al Reginei pictat de Sir Gerald Kelly

În timpul celui de Al Doilea Război mondial, Regele și Regina au devenit simboluri ale determinării naționale de a lupta împotriva fascismului. La scurt timp după Declarația de război, a fost concepută Cartea Reginei despre Crucea Roșie.  Cincizeci de autori și artiști au contribuit la conceperea cărții, care s-a evidențiat datorită portretului făcut Reginei de Cecil Beaton și s-a vândut în sprijin la Mișcarea Internațională de Cruce Roșie și Semilună Roșie. Elisabeta a refuzat să părăsească Londra sau să își trimită copiii în Canada, chiar și în timpul bombardamentului cunoscut sub numele de The Blitz, atunci când a fost sfătuită de Cabinet să o facă. Ea a spus:: „Copiii nu vor plecă fără mine, eu nu îl voi părăsi pe Rege, iar Regele nu va pleca niciodata”.
Ea a vizitat trupe, spitale, fabrici și părți ale Britaniei care au fost atacate de Luftwaffe din Imperiul German 1933-1945 în special partea estică, de lângă Porturile Londrei. Prima dată vizitele ei au provocat ostilitate. Se arunca cu gunoi în ea și mulțimile țipau, în mare parte pentru că era îmbrăcată în haine scumpe care serveau să o îndepărteze de populația care suferea din cauza privațiunilor cauzate de război. Ea a explicat că publicul venea îmbrăcat în cele mai bune haine pe care le avea, deci s-a gândit să facă la fel; Norman Hartnell o îmbrăca mereu în culori suave și niciodată negru, pentru a simboliza „curcubeul speranței”. Atunci când Palatul Buckingham a suferit numeroase bombardamente, Elisabeta a putut spune „Imi pare bine că am fost bombardați. Mă face să simt că pot privi acum Costa de  Est în față ochilor.”
Deși Regele și Regina și-au petrecut Ziua Muncii la Palatul Buckingham, parțial și din motive de securitate și probleme de familie,  ei și-au petrecut noaptea la Castelul Windsor, situat la 20 de mile (32 km) la vest în centrul Londrei, împreună cu Prințesele Elisabeta și Margareta. Castelul a pierdut multe din lucrurile sale în favoarea armatei și multe din încăperile acestuia au fost distruse. Geamurile erau sparte de suflurile exploziilor și trebuiau înlocuite. În același timp cu Războiul ciudat, Regina a fost data Formării revoltei, din cauza temerilor privind o invazie iminentă.
Din cauza influenței sale asupra poporului Adolf Hitler o numea „cea mai periculoasă femeie din Europa.”  Cu toate acestea, în defavoarea
războiului, atât ea cât și soțul ei, la fel ca mare parte din Parlamentul Regatului Unit, dar și Publicul britanic, erau susținători ai liniștirii și ai Prim-ministrului Neville Chamberlain, care credea, după Primul Război Mondial, că războiul trebuie evitat cu orice preț. După ieșirea lui Chamberlain din viața politică, Regele l-a rugat pe Winston Churchill să alcătuiască un guvern nou.  Deși Regele era reticent la a-l susține pe acesta, în timp util atât Regele cât și Regină au ajuns să îl respecte pe acesta pentru ceea ce ei considerau a fi curaj și solidaritate. La sfârșitul războiului în 1945, Churchill a fost invitat pe balcon cu un gest similar cu cel arătat lui Chamberlain.

### Anii de după război
În timpul Alegerilor Generale Britanice din 1945, Partidul Conservator al lui Churchil a pierdut în fața Partidului Libutilor a lui Clement Attlee. Opiniile politice ale Elisabetei erau rareori dezvăluite, dar într-o scrisoare scrisă în 1947, descrie „speranțele lui Attlee pentru un rai de Socialism pe pământ” ca deviza și probabil descria oamenii care l-au votat ca „oameni săraci, pe jumătate educați și amuzanți. Îi iubesc.” Woodrow Wyatt o considera „putin mai conservanta”, decât alții membrii ai familiei regale, dar i-a spus mai târziu acestuia : „Iubesc dragul bartan Partid Laburist.” I-a spus de asemenea Ducesei de Grafton „Iubesc ideea de Comunism.” Peste 6 ani în birou, Atlee a fost învins În timpul Alegerilor Generale Britanice din 1951, iar Churchil a ajuns din nou la putere.
În timpul turului regal prin Uniunea Africii de Sud, Comportamentul public senin al Elisabetei nu s-a văzut, mai ales atunci când a încercat să lovească un admirator cu umbrela pentru că  i-a confundat entuziasmul cu ostilitatea. Turul regal din 1948 a fost amânat pentru că Regele suferea de probleme de sănătate tot mai mari. În martie 1949 acesta a suferit cu succes o operație de îmbunătățire a circulației prin piciorul drept. În vara anului 1951, Regina Elisabeta și fiicele ei și-au asumat angajamentele publice ale regelui. În septembrie, regele a fost diagnosticat cu cancer pulmonar.  Cuplul regal și-a anulat vizita în Australia și Noua Zeelandă, în locul lor mergând prințesa Elisabeta și soțul ei Filip.

## Regina mamă (1952–2002)

### Văduvia

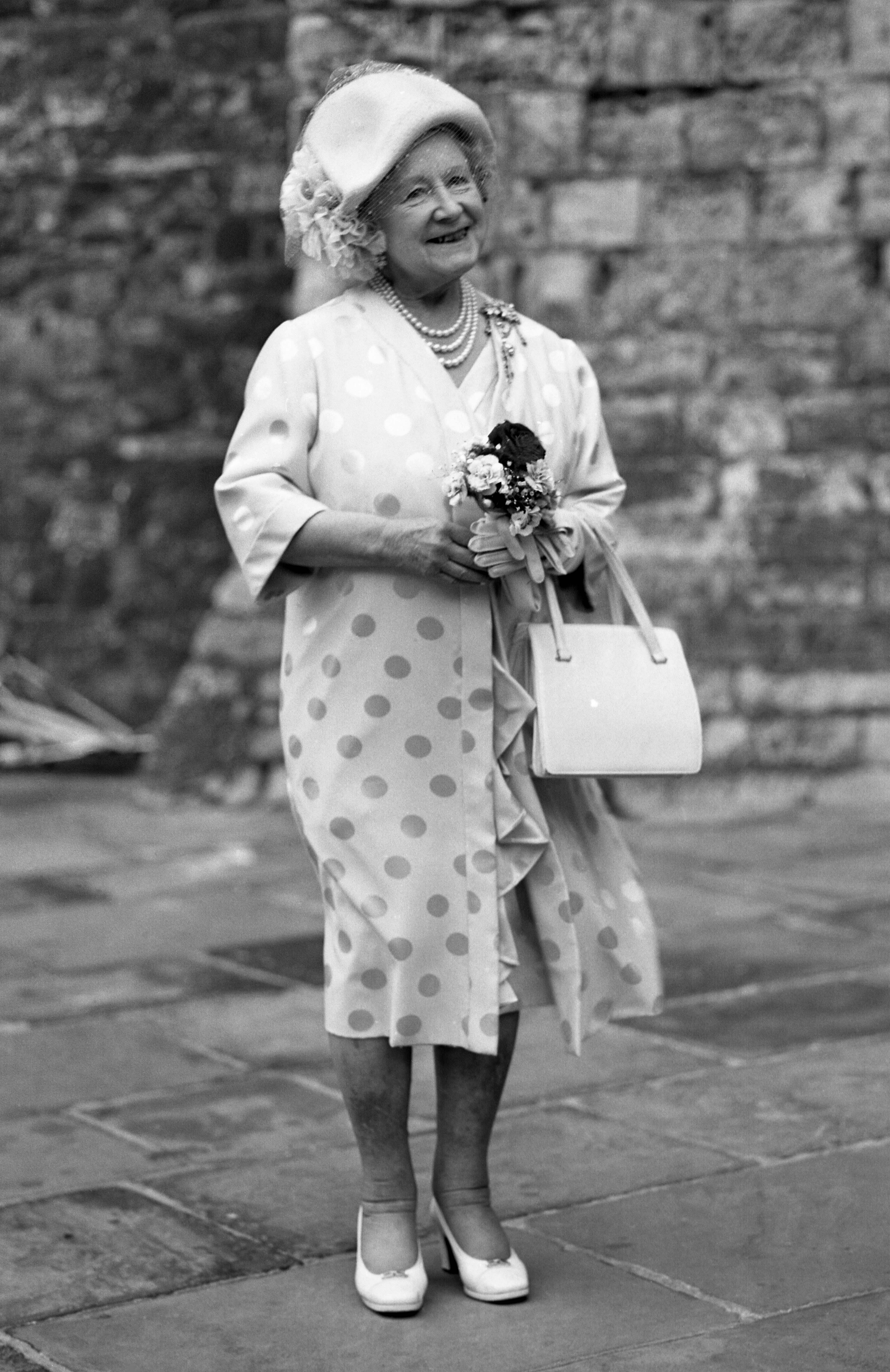
Regina mamă la Castelul Dover, de Allen Warren.

Pe 6 februarie 1952, Regele George al- VI-lea a murit pașnic în timpul somnului. La scurt timp Elisabeta a început să fie strigată Majestatea sa Regina Elisabeta, Regina mamă. Această denumire a fost adoptată din cauza denumirii Văduvei Regelui, „Regina Elisabeta” ar fi fost prea similară pentru fiica sa, noua regină Elisabeta a II-a. Ea a devenit popular „Regina mama” sau „Regina mămică.”
Ea a fost devastată de moartea Regelui așa că s-a retras pe meleagurile sudice; oricum după o întâlnire cu Premierul Winston Churchill, ea și-a reluat îndatoririle publice. În scurt timp, ea a devenit ca Regină Mamă la fel de ocupată ca și atunci când era Regină. În iulie 1953, ea a întreprins o primă vizită peste mări de după înmormântare, când a pus piatra de temelie al Colegiului universitate din Rhodesia și Nyasaland- actuala Universitate din Zimbabwe din Mount Pleasant. Ea s-a întors aici în anul 1957 când a fost numită Președinta colegiului și a mai participat și la alte evenimente în zonă special organizate ca fiind multi-rasiale. În timpul turului ficei sale prin Uniunea țărilor Vorbitoare de Limbă Engleză din 1953-1954, ea și-a jucat rolul de Consilier de stat și a avut grijă de nepoții săi: viitorul Charles, Prinț de Wales și de Prințesa Anne a Marii Britanii.
Regina văduvă a întreținut lucrările la Castelele Mey de pe coasta Caithness a Scoției, unde se adăpostea de tot, trei săptămâni în august și zece zile în octombrie în fiecare an. Inspirată de jocheul amator Lordul Midmay, ea a deprins o pasiune pentru cursele cu căi, în special steeplechasing, care a continuat tot restul vieții sale. Ea a deținut câștigătorii la aproximativ 500 de curse. Culorile ei distinctive: albastru cu dungi din piele de bou au fost purtate de cai precum Special Cargo, câștigător al Whitbread Gold Cup din 1984 sau Devon Loch, care s-a oprit aproape de postul final al Grand National din 1956. Oricum (contrar zvonurilor), ea nu făcea pariuri, ci avea sursele ei care ajungeau direct la reședința ei Casa Clarence și deci putea urmări cursele. Fiind o colecționară de artă, ea a făcut rost de melte opere de artă a lui Claude Monet, Augustus John și Peter Carl Fabergé  alături de mulți alții.
În februarie 1964, ea a avut o apendicectomie de urgență, care a dus la amânarea unui țur planificat al Australiei. Noua Zeelandă și Fiji până în 1966. S-a recuperat în timpul unei vacanțe în Caraibe la bordul iahtului regal, Britannia. În decembrie 1966, ea a suferit o operație pentru eliminarea unei tumorii după ce a fost diagnosticată cu cancer de colon. Contrar zvonurilor ea nu a avut o colostomie. În 1982 a fost dusă de urgență la spital după ce un os de pește i s-a înțepenit în gât și a avut o operație pentru a-l scoate de acolo. Fiind un pescar pasionat, ea a glumit mai apoi: „Somonul are propriul sau spate.” În 1984, ea a suferit o a doua operație de cancer, când i s-a scos din piept un nod și o a două obstrucție gastrică, eliminată fără nevoia unei operații dar, a fost internată peste noapte.
În 1975 a vizitat Iranul la invitația Șahului Mohammad Reza Pahlavi. Ambasadorul Britaniei și soția lui, Anthony și Sheila Parsons, au constatat uimirea oamenilor față de abilitatea Reginei de a vorbi cu oricine indiferent de statut sau importantă și au sperat că anturajul Șahului să învețe să fie mai atent cu oamenii obișnuiți, din această vizită. Peste câțiva ani Șahul a fost detronat. Din 1976 până în 1984, ea a făcut vizite anuale în Franța. În timp ce a mai avut 30 de vizite private între 1963 până în 1992 către Europa Centrală.
Înaintea mariajului dintre Diana, Prințesă de Wales și nepotul sau, Charles, Prinț de Wales și după moartea Dianei, Regina Elisabeta- cunoscută pentru farmecul sau public, dar și personal-, a fost de departe cea mai populară membră a familiei regale. Rochia sa unică cu pălărie mare răsturnată cu plase și Rochiile sale cu panouri drapate de tasura au devenit stilul ei personal.

### Centenarul
În ultimii ei ani Regina mamă a devenit cunoscută pentru longevitatea ei. A 90-a ei aniversare-4 august 1990- a fost celebrată pe 4 iulie printr-o paradă la care au participat peste 300 din organizație la care ea era patron. În 1995 a mers la un eveniment care comemora sfârșitul războiului de acum cincizeci de ani și a suferit două operații, una pentru a înlătura o cataractă de la ochiul stâng și una pentru a-i se înlocui șoldul drept. În 1998, i-a fost înlocuit șoldul stâng după ce a alunecat și a căzut rupând-ul în timpul unui tur prin grajdurile de la  Casa Sandringham. A 100-a sa aniversare a fost sărbătorită în mai multe feluri: o paradă care spunea cele mai bune momente ale vieții sale la care au contribuit Norman Wisdom și John Mills, imaginea ei a apărut pe o bancnotă de £20 tipărită de Royal Bank of Scotland Group și a participat la un prânz la Guildhall, Londra, unde George Carey, Arhiepiscopul de Canterbury, a încercat în mod accidental să bea din cana ei de vin. Replica ei imediată de „Asta e al meu” a cauzat amuzament de mari proporții. În noiembrie 2000, și-a rupt claviculă, fapt care a ținută la recuperare acasă peste Crăciun și Anul Nou.
În 2001 la vârsta de 101 ani, Regina mamă a căzut și și-a fracturat Pelvisul. Cu toate acestea a insistat să stea în picioare în timpul imnului național cântat în memoria soțului său, anul următor pe 6 februarie. Doar trei zile mai târziu, a doua sa fiică, Prințesa Margareta a murit. Pe 13 februarie, Regina mamă a căzut și și-a tăiat mâna la Casa Sandringham. Un doctor și o ambulanță au fost chemate imediat la Shandringram iar rana de pe brațul Reginei mamă a fost bandajată.  În ciuda acestei căzături Regina mamă era încă determinată să participe la funerariile Margaretei de la Capela St George, Castelul Windsor  două zile mai târziu vineri a aceleiași săptămâni. Regina și toată familia regală erau îngrijorați de viitoarea călătorie a Reginei mamă de la Norfolk la Widsor. Cu toate acestea, ea a făcut călătoria, dar a insistat ca ea să fie protejat de presă, astfel încât nici o fotografie a ei într-un scaun cu rotile să nu fie făcută.

## Decesul

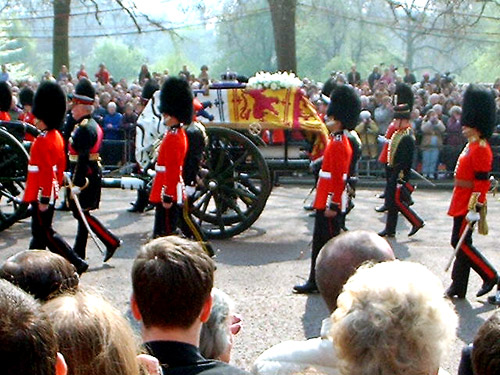
Înmormântarea Reginei mamă. Sicriul este acoperit cu drapelul ei personal.

În 30 martie 2002, la ora 15:15, Regina mamă a murit în somn în Royal Lodge, Windsor Great Park, cu singura ei fiică care a supraviețuit, Regina Elisabeta a II-a, la căpătâiul ei. Ea a suferit de o răceală în ultimele patru luni din viață. Ea avea 101 de ani, fiind cel mai longeviv membru al familiei regale din istoria Marii Britanii. Acest record a fost depășit în 24 iulie 2003, de către  cumnata ei, Prințesa Alice, Ducesă de Gloucester, care a murit la vârsta de 102 de ani, la 29 octombrie 2004.
Elizabeta a crescut camelii în fiecare dintre grădinile ei, iar când trupul ei a fost mutat de la Royal Lodge la Westminster Hall, cameliile din grădinile ei au fost plasate pe partea de sus a sicriului. Mai mult de 200.000 de persoane au trecut timp de trei zile pe la Palatul Westminster, unde a fost depusă regina. Membri ai cavaleriei si alte ramuri ale forțelor armate au stat de gardă la cele patru colțuri ale catafalcului. La un moment dat, cei patru nepoți ai ei, Prințul Charles, Prințul Andrew, Prințul Edward și Vicontele Linley, au pus garda ca și un semn de respect cunoscut ca Vigil of Prince – o onoare foarte mare, dăruită doar încă o dată înainte, la decesul  Regelui George al V-lea.

Steagul Reginei Elisabeta

În ziua înmormântării Reginei mame, în 9 aprilie, Guvernatorul General al Canadei a emis o proclamație care cerea Canadei să onoreze în acea zi memoria reginei. La Londra, mai mult de un milion de persoane au umplut zona din exteriorul mănăstirii Westminster și o distanță de peste 23 de mile (37 kilometri) din centrul Londrei până la locul ei de veci, alături de soțul și de fiica ei cea mai mică, în capela St. George la castelul Windsor. La cererea ei, după înmormântare, ghirlanda care a stat deasupra sicriului a fost pusă pe mormântul Războinicului Necunoscut în Mănăstirea Westminster,  un gest care a imitat omagiul din ziua nunții ei.

## Percepția publică
Deși fiind considerată unul dintre cei mai cunoscuți membri ai familiei regale din ultimul timp, care a ajutat la stabilizarea popularității monarhiei ca un întreg, Elizabeta a fost subiectul a diverse critici în timpul vieții ei.
Afirmațiile conform cărora în timpul celui de-al Doilea Război Mondial Elizabeta nu ar fi respectat reglementările de raționalizare a hranei al căror subiect era restul populației, sunt contrazise de însemnările oficiale. În timpul șederii ei la Palatul Buckingham în timpul războiului, Eleanor Roosevelt a raportat expres mâncarea raționată servită la Palat și apa pentru baie limitată.
Declarațiile ulterioare conform cărora Elizabeta ar fi folosit ofense rasiste referindu-se la negri, au fost puternic respinse de către Primarul Collin Burgess. Primarul Burgess a fost soțul Elisabetei Burgess, o secretară din rasa neagră care i-a acuzat pe membrii familiei Prințului de Wales de abuz rasial. Regina Elisabeta nu a făcut comentarii publice referitoare la rase, dar conform lui Robert Rhodes James, în viața privată ea ”detesta discriminarea rasială” și descria segregația rasială ca fiind înspăimântătoare. Woodrow Wyatt precizează în jurnalul său că atunci când el și-a exprimat punctul de vedere cum că țările de culoare nu au nimic în comun cu „noi”, ea i-a spus, „Îmi place foarte mult Republica. Cu toții sunt ca și noi.” Totuși, ea nu avea încredere în germani; i-a spus lui Woodrow Wyatt, “Să nu ai niciodată încredere în ei.” În timp ce poate ea a deținut anumite păreri, a fost discutat faptul că era normal pentru britanicii din generația ei, care au experimentat două războaie vicioase cu Germania.
În 1987, ea a fost criticată atunci când au apărut două din nepoatele ei, Caterina Bowes-Lyon și Nerissa Bowes-Lyon, care au fost încredințate unui spital de psihiatrie deoarece aveau handicapuri grave. Totuși, au fost declarate moarte în Burke's Peerage, datorită faptului că mama lor, Fenella (cumnata reginei) "a fost extrem de vagă atunci când ar fi trebuit să completeze niște documente. Când Nerissa a murit cu un an înainte, mormântul ei a fost marcat cu o plăcuță de plastic și un cod. Regina mamă a recunoscut că vestea instituționalizării a fost o mare surpriză pentru ea.

## Moștenirea

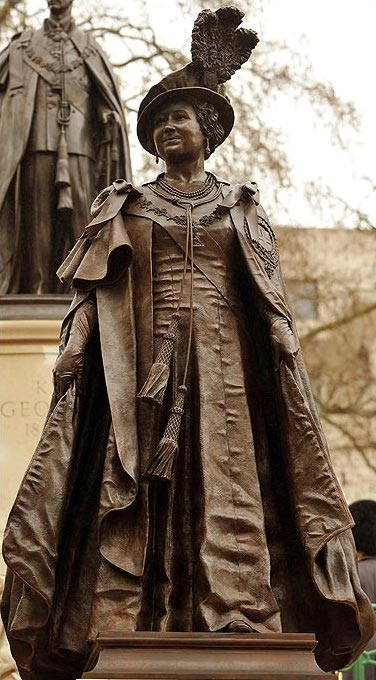
Statuie din bronz a reginei Elizabeth, Londra

Domnul Hugh Casson a spus că ea era ca și „un val care se sparge de stânci, pentru că deși era draguță și încântătoare, ea de asemenea avea și o urmă de duritate și tenacitate...când un val se sparge de stânci, el sclipește în lumina soarelui cu un minunat joc de spumă și picături, deși sub el se află o rocă dură; în cazul ei, aceasta reprezintă principiile solide, curajul fizic și simțul responsabilității." Peter Ustinov a descris-o în timpul unei demonstrații a studenților la Universitatea din Dundee în 1968, "Cum am ajuns într-o procesiune solemnă, studenții au început să arunce în noi cu hârtie igienică. Ei le-au ținut de un capăt, ca și cum ar fi niște ghirlande și au dat drumul celuilalt capăt. Regina mamă s-a oprit și le-a luat ca și cum s-ar fi gândit că cineva le-a pus în locul nepotrivit. [Înapoindu-le studenților, a zis,] 'Au fost ale voastre? Oh, le puteți lua?' Și ceea ce i-a redus la tăcere pe studenți a fost sângele ei rece și refuzul ei absolut de a fi șocată de așa ceva. Ea știe din instinct ce să facă în acele situații. Ea niciodată nu pare deranjată sau întreruptă; ea se comportă ca și cum ar fi fost o greșeală neintenționată din partea oamenilor care fac asta. Felul în care a reacționat nu a dovedit doar prezența ei de spirit, ci și farmecul și capacitatea ei de a-i face pe oameni să o placă, astfel aducând pacea în apele învolburate.
Ea era bine cunoscută pentru umorul ei inteligent și vorbele ei de duh. Stilul ei de viață extravagant i-a amuzat pe jurnaliști în special atunci când s-a descoperit că ea avea credit la Banca Coutts câteva milioane de lire.
Obiceiurile ei erau deseori parodiate de către programul de televiziune satiric al anilor '80, care a portretizat-o cu un accent din Birmingham (prezentare făcută de către Beryl Reid). Ea a fost portretizată în filmul Regina din 2006 de către Sylvia Syms și în filmul din 2010, Discursul regelui de Helena Bonham Carter, care a câștigat premiul pentru cea mai bună actriță la cea de-a 64-a ediție a Premiilor Academiei Britanice de Film și fost nominalizată la Oscar pentru Cea mai bună actriță.
Regina mamă a lăsat întreaga ei proprietate Reginei, cu excepția unor bani pentru servitorii ei cei mai apropiați. Proprietatea ei a fost estimată la circa 70 de milioane de lire, incluzând tablouri, ouă Fabergé, bijuterii și cai. Se presupune că înainte cu opt ani de a muri, ea a plasat două treimi din banii ei în anumite aranjamente legale, pentru siguranță și în beneficiul strănepoților ei. Cele mai importante piese de artă ale reginei mame au fost transferate în Colecția Regală de către regină.
O statuie a Reginei Elisabeta sculptată de către Philip Jackson cu ocazia memorialului lui George al VI-lea a fost dezvelită în data de 24 februarie 2009. Cele două statui (regele și regina) se află acum pe strada The Mall, în Londra. Vasul RMS Queen Elizabeth al liniei Cunard White Star a fost numit după Regina Mamă. Ea a lansat vasul în data de 27 septembrie 1938 în Clydebank, Scoția. Se presupune că pachebotul a început să plutească pe apă înainte ca Elisabeta să-l lanseze oficial și un rechin jucând rolul reginei a reușit să spargă o sticlă de vin roșu australian chiar lângă vapor, înainte ca ea să apuce să se urce. În 1954, Elisabeta a navigat spre New York pe vaporul care îi poartă numele.